# فلسفه بومی آمریکا
فلسفه بومی آمریکا (انگلیسی: Indigenous American philosophy)، فلسفه مردمان بومی قاره آمریکا است. فیلسوف بومی یک فرد بومی آمریکایی است که به فلسفه می‌پردازد و دانش زیادی از تاریخ، فرهنگ، زبان و سنت‌های مردمان بومی قاره آمریکا دارد. سنت‌های فلسفی مختلفی در قاره آمریکا وجود دارد و از دوران پیشاکلمبی وجود داشته‌است.
اندیشه فلسفی بومی آمریکایی متشکل از طیف گسترده‌ای از باورها و سنت‌ها در میان فرهنگ‌های مختلف آمریکایی است. در میان برخی از جوامع سرخ‌پوست آمریکا، اعتقادی به یک اصل متافیزیکی به نام «روح بزرگ» وجود دارد (به سیویی: wakȟáŋ tȟáŋka؛ به آلگانکی: gitche manitou). مفهوم دیگری که استفاده شد نیز اورندا (قدرت معنوی) بود. طبق نظر وایتلی (۱۹۹۸)، برای بومیان آمریکا، «ذهن از طریق تجربه متعالی (رؤیاها) و همچنین با عقل آگاه می‌شود.» شیوه‌های دست‌رسی به این تجربیات متعالی، شمنیسم نامیده می‌شوند. یکی دیگر از ویژگی‌های جهان‌بینی‌های بومی آمریکا، گسترش اخلاق آن‌ها به حیوانات و گیاهان غیرانسانی بود.

## سنت‌های منطقه‌ای

### آمریکای شمالی
در آمریکای شمالی، گروه‌های بومی اغلب فاقد تاریخ‌های مکتوب پیش از استعمار هستند. برخی ازسنت‌های شفاهی از استعمار جان سالم به‌در بردند. نماد مشترک این گروه‌ها شش جهت بود. بسیاری جهت‌های شرق، غرب، شمال، جنوب، بالا و پایین را برای درک خود از جهان، مقدس می‌دانستند. برخی بر این باورند که این نماد در میان گروه‌های بومی که آن را به اشتراک می‌گذارند، حس مکان را تقویت می‌کند.

### آمریکای مرکزی
شاید بهترین سنت فلسفی مستند دوران پیشاکلمبی و اوایل دوران استعمار مربوط به آزتک‌ها باشد، مردمی با زبان ناواتل که قبل از فتح توسط اسپانیایی‌ها، امپراتوری بزرگ و پیچیده‌ای را در مرکز مکزیک تأسیس کردند. تفکر و فلسفه میان‌آمریکایی به‌دلیل استفاده از استعاره برای توضیح مفاهیم انتزاعی قابل توجه است.

### آمریکای جنوبی
تمدن اینکاها دارای یک طبقه نخبه از فیلسوفان و دانشمندان به نام آماوتاکونا یا آموتاس بود که در سیستم آموزشی اینکاها معلمان فلسفه، الهیات، نجوم، شعر، حقوق، موسیقی، اخلاق و تاریخ بودند. اشراف جوان اینکا در این رشته‌ها در کالج دولتی یاچا هواسی در کوسکو تحصیل کردند، و همچنین هنر کیپو را نیز آموختند. فلسفه اینکا معتقد بود که جهان توسط یک نیروی حیات پویا متحرک شده‌است (که گاهی اوقات کاماکون یا کاماک و همچنین آپانی و آمایا نامیده می‌شود). این نیروی منفرد مجموعه‌ای از نیروهای مکمل دوگانه و در عین حال متضاد به‌وجود می‌آید. این «متضادهای مکمل» یانانتین و ماسینتین نامیده می‌شوند. آن‌ها به‌صورت قطبیت‌ها یا دوگانگی‌های مختلفی بیان می‌شوند (مانند نر و ماده، تاریکی و نور، زندگی و مرگ، بالا و پایین) که به‌طور متقابل به کلیت هماهنگ که جهان است (از طریق فرایند متقابل و تبادل متقابل عینی) کمک می‌کنند. جهان‌بینی اینکاها همچنین شامل اعتقاد به خدای خالق (ویراکوچا) و تناسخ بود.